# Красноярка (Новичихинский район)
Красноярка — посёлок в Новичихинском районе Алтайского края России. Входит в состав  Солоновского сельсовета.

## География
Расположен на юго-западе края на Приобском плато, в 21 км от райцентра с. Новичиха, примерно в 15 км к северо-западу от озера Горькое, в 11 км к западу от лесного массива Касмалинский ленточный бор.
Климат
Климат континентальный, характеризуется коротким летом и малоснежными зимами с метелями.
Средняя температура января −18,8 °C, июля +20 °C. Годовое количество атмосферных осадков — 326 мм.

## История
Согласно Закону Алтайского края от 05 октября 2007 года посёлок вошёл в образованное муниципальное образование «Солоновский сельсовет».

## Население
| 1997 | 1998 | 1999 | 2000 | 2001 | 2002 | 2003 | 2004 | 2005 | 2006 | 2007 |
| ---- | ---- | ---- | ---- | ---- | ---- | ---- | ---- | ---- | ---- | ---- |
| 166  | ↘151 | ↗157 | ↗162 | →162 | ↘155 | ↗156 | ↘150 | ↘145 | ↗151 | ↘144 |
| 2008 | 2009 | 2010 | 2011 | 2012 | 2013 |      |      |      |      |      |
| ↘132 | ↘128 | ↘124 | ↘123 | ↘114 | ↘113 |      |      |      |      |      |

## Инфраструктура
В посёлке действовал школа, упразднённая после 1991 года.

## Транспорт
посёлок доступно автомобильным транспортом по автодороге общего пользования регионального значения
01К-78 Мамонтово — Солоновка — автодорога А322